# Chrysochloroma
Chrysochloroma là một chi bướm đêm thuộc họ Geometridae.

## Các loài
- Chrysochloroma megaloptera (Lower, 1894)